# Parafia Trójcy Świętej w Wieszowie
Parafia Trójcy Świętej w Wieszowie należy do diecezji gliwickiej (dekanat Pyskowice).

## Msze święte
- niedziele i święta: (17:00), 7:30, 9:30, 11:00; w czasie letnim: (18:00), 7:30, 9:30, 11:00
- dni powszednie: 7:00, 17:00 (we wtorki, piątki - szkolna, soboty); w czasie letnim: 7:00, 18:00 (we wtorki, piątki - szkolna, soboty)

## Miejscowości należące do parafii
- Wieszowa

## Ulice należące do parafii
Wieszowa: Bytomska, Tysiąclecia, Dolna, Dworcowa, Sienkiewicza, Jagodowa, Prusa, Grunwaldzka, Kochanowskiego, Konary, Mickiewicza, Moniuszki, Tarnogórska, Polna, Leśna, Lompy, Kościuszki, Powstańców, Wolności, Robotnicza, Racławicka, Szopena, Słowiańska, Strzody, Górna, Wyścigowa, Słowackiego, Orzeszkowej, Wojska Polskiego, Robotnicza